# Isocrinida
Gli Isocrinidi (Isocrinida Sieverts-Doreck, 1952) sono un piccolo ordine di echinodermi della classe dei Crinoidi.

## Descrizione
Questo raggruppamento comprende crinoidi sessili, cioè che vivono ancorati al substrato e non sono capaci di spostarsi. Presentano un lungo peduncolo calcareo articolato, a sezione pentalobata o stellata. Il calice, più largo che alto, a forma di coppa, si articola con numerose braccia, caratteristicamente tutte della stessa lunghezza (da cui il nome dell'ordine).

## Biologia
Sono organismi bentonici che vivono stabilmente ancorati al fondale marino, dove formano colonie molto numerose, dando vita talora a vere e proprie “praterie”. Alcune specie (Endoxocrinus spp., Neocrinus spp.) se minacciate, possono troncare il peduncolo e riacquistare temporaneamente mobilità, utilizzando le braccia come propulsori.

## Distribuzione e habitat
Gli Isocrinidi popolano le acque profonde di quasi tutti i mari, compreso il mare Antartico; alcune specie prosperano ad oltre 9.000 m di profondità.

## Tassonomia

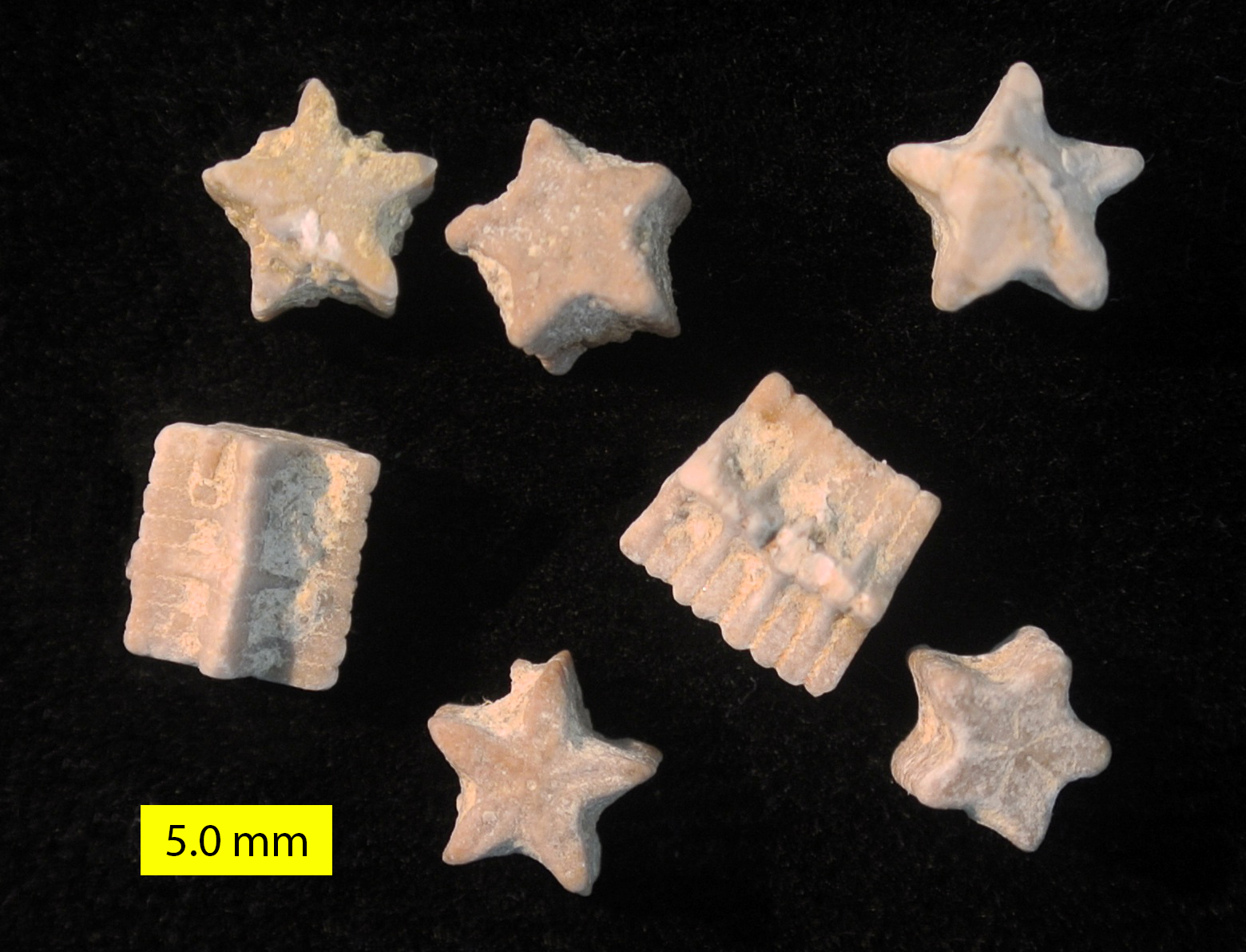
Isocrinus nicoleti

L'ordine Isocrinida è suddiviso in due sottordini, comprendenti le seguenti famiglie:
- sottordine Isocrinina
  - Cainocrinidae Simms, 1988 (1 specie vivente)
  - Isocrinidae Gislén, 1924 (3 spp.)
  - Isselicrinidae Klikushkin, 1977 (18 spp.)
  - Proisocrinidae Rasmussen, 1978 (1 sp.)
- sottordine Pentacrinitina †
  - Pentacrinitidae Gray, 1842 †